# Methanogenium boonei
Methanogenium boonei es una especie de arquea metanógena.  Fue aislada por primera vez en Skan Bay, Alaska, Estados Unidos.

## Descripción y metabolismo
Sus células poseen forma de coco irregulares, no móviles, y con un diámetro de 1.0–2.5 μm. Estos mesófilos crecen de manera óptima a una temperatura de 19.4 °C, pH 6.4–7.8 y salinidad 0.3–0.5 M Na+. Es una especie estrictamente anaerobia, y puede usar dióxido de carbono con hidrógeno o formiato como sustratos para producir metano.